# Menir de Odiáxere
O Menir de Odiáxere é um monumento megalítico situado nas imediações da vila de Odiáxere, no concelho de Lagos, na região do Algarve, em Portugal.

## História e descrição
O menir encontra-se perto de uma das entradas da vila de Odiáxere. Apresenta uma forma cilíndrica, com o topo partido. Destacam-se os seus motivos decorativos, compostos por linhas ondulantes em relevo formando faixas verticais, na área central do menir.
Nas imediações foram descobertas algumas peças líticas em sílex e partes de recipientes em cerâmica, sendo um destes de especial interesse pela sua decoração, formada por cordões na vertical. Estes vestígios poderiam ter sido parte de um habitat. O menir integra-se provavelmente no período neolítico.